# Deldoul
Deldoul (arabisch دﻟﺪول, DMG Daldūl) ist eine algerische Gemeinde in der Provinz Timimoun mit 8647 Einwohnern (Stand: 2008).